# Любовный, Владимир Яковлевич
Владимир Яковлевич Любо́вный (27 мая 1931, Москва — 29 августа 2019) — советский и российский экономико-географ, автор учебных пособий, доктор экономических наук, академик РААСН, главный научный сотрудник Института микроэкономических исследований, основатель научно-методического центра «Города России», действительный член Российской академии архитектуры и строительных наук по отделению градостроительства (2013), эксперт Комитета по федеративным отношениям и региональной политике Совета Федерации. Член Президиума Российской академии архитектуры и строительных наук.

## Биография
Владимир Яковлевич Любовный родился в 1931 году в Москве. В 1983 году стал доктором экономических наук. Окончил географический факультет Московского государственного областного университета.
В 1962 году защитил диссертацию на соискание учёной степени кандидата географических наук по теме «Географические особенности формирования кадров промышленных предприятий городских поселений юго-востока Московской области». С 1966 года заведует отделом в НИИ Госплана РФ.
В 2003 году входил в Состав секции градостроительства Совета государственной вневедомственной экспертизы Главгосэкспертизы России
Владимир Яковлевич Любовный умер 29 августа 2019 года.

## Публикации
Автор более 230 научных публикаций (из них 20 книг), среди которых:

### Книги
1. Схемы развития и размещения производительных сил экономических районов и их применение в планировании народного хозяйства : Учеб. пособие / И. И. Гордеев, М. Я. Гохберг, В. Я Любовный ; М-во высш. и сред. спец. образования РСФСР. — Куйбышев: Куйбышев. план. ин-т, 1971.
2. Развитие и размещение производительных сил экономических районов РСФСР в 1961—1980 гг. : Межрайон. экон. проблемы / Г. М. Лаппо, И. М. Маергойз, В. Я. Любовный ; Госплан РСФСР. -М.: Центр. науч.-исслед. экон. ин-т, 1973.
3. Любовный В. Там, где течет Волга. — М.: Сов. Россия, 1975[10].
4. Городские агломерации в СССР и за рубежом / Г. М. Лаппо, д-р геогр. наук, В. Я. Любовный, канд. геогр. наук. — Москва : Знание, 1977.
5. Методические рекомендации по планированию комплексного развития хозяйства города : (Предварит. вариант) : Проект / Госплан РСФСР. — Москва : Центр.н.-и. экон. ин-т., 1977.
6. Методические указания по планированию комплексного экономического и социального развития города / Госплан РСФСР ; [Разраб. Любовный В. Я., Вайнберг Э. И., Преснякова В. Д. и др.]. — Москва : ЦЭНИИ, 1979.
7. Любовный В., Шевердяева Н., Бочаров Ю. Город и производство. — М.: Стройиздат, 1980[11].
8. Вопросы совершенствования планирования и организации управления комплексным развитием регионов в условиях интенсификации народного хозяйства : (Науч. отчет) / Центр. н.-и. экон. ин-т; [В. Я. Любовный и др.]. — М. : ЦЭНИИ, 1987.
9. Достижения и проблемы СССР в области комплексного планирования и управления социально-экономическим развитием малых и средних городов и районов / Любовный В. Я.; Гос. ком. СССР по науке и технике — М. : Б. и., 1988.
10. Кризисные города России: пути и механизмы социально-экономической реабилитации и развития / [В. Я. Любовный и др.]. — Москва : Московский общественный фонд, 1998.
11. Субъект Российской Федерации и местное самоуправление: пути совершенствования экономического взаимодействия / [Любовный В. Я. и др.]. — Москва : Московский общественный науч. фонд, 1999.
12. Любовный В. Целевые программы развития регионов. — М.: Московский общественный научный фонд, 2000[12].
13. Проблемы федерализма, местного самоуправления и территориального развития в России. Научные исследования, прикладные проекты, библиография за 1990—1999 гг. — 2000. — ISBN 5-8360-0194-4.
14. Методические рекомендации по разработке стратегии социально-экономического развития сельского района / Любовный В. Я. [и др.]. — М. : Моск. науч. обществ. фонд, 2001.
15. Пути активизации социально-экономического развития монопрофильных городов России / [В. Я. Любовный и др. ; отв. ред.: Г. Ю. Кузнецова, В. Я. Любовный] , Моск. обществ. науч. фонд. — Москва : [б. и.], 2004. — 217 с. : ил. ; 20 см. — (Библиотека местного самоуправления; вып. 54). — Авт. указ. на обороте тит. л. — 1000 экз. — ISBN 5-89554-277-8.
16. Лапин В., Любовный В. Реформа местного самоуправления и административно-территориальное устройство России : монография / В. А. Лапин, В. Я. Любовный ; Рос. акад. архитектуры и строит. наук. — Москва : Дело, 2005. — 238, [1] с. ; 21 см. — 2000 экз. — ISBN 5-7749-0385-0.
17. Любовный В. Москва и столичный регион: проблемы регулирования социально-экономического и пространственного развития / В. Я. Любовный, Ю. А. Сдобнов ; Рос. акад. архитектуры и строит. наук, Ин-т макроэкон. исслед. — Москва : Экон-Информ, 2011. — 401 с., [20] л. ил. ; 21 см. — 250 экз. — ISBN 978-5-9506-0644-1
18. Любовный В. Самарско-Тольяттинская агломерация: история формирования и перспективы развития / В. Я. Любовный ; Ин-т макроэкон. исслед., Рос. акад. архитектуры и строит. наук. — Москва : Экон-Информ, 2011. — 169 с. : ил. ; 21 см. — 150 экз. — ISBN 978-5-9506-0757-8.
19. Любовный В. Разработка научных основ государственного регулирования территориально-градостроительной организации в стране и её регионах, как приоритетного направления Генеральной схемы пространственного развития России (на примере столичного региона)[13].
20. Любовный В. Города России: альтернативы развития и управления / В. Я. Любовный ; Рос. акад. архитектуры и строит. наук, Ин-т макроэкон. исслед. — Москва : Экон-Информ, 2013. — 613, [1] с. : портр. ; 22 см. — 250 экз. — ISBN 978-5-9506-0992-3.

### Статьи
- Географические особенности формирования кадров промышленных предприятий городских поселений юго-востока Московской области: Автореферат дис. на соискание ученой степени кандидата географических наук. — Москва : Ин-т географии Акад. наук СССР, 1962.
- Сочетание отраслевого и территориального принципов планирования в условиях интенсификации народного хозяйства : сб. науч. тр. / Центр. н.-и. экон. ин-т. — 1986.
- Программно-целевое планирование развития городов и регионов / АН СССР, Ин-т соц.-экон. пробл. — 1987.
- Проблемы управления территориальным развитием в современных условиях : сб. науч. тр. / Центр. н.-и. экон. ин-т. — 1987.
- Проблемы регионального управления в условиях обновления Российской Федерации : сб. науч. тр. / Центр. н.-и. экон. ин-т. — 1991.
- Роль городов в инновационном развитии экономики России / Владимир Любовный // Федерализм. — 2004. — N 1. — С. 181—200.
- Состояние проблемы российских городов в контексте понятия экономической безопасности / В. Любовный // Российский экономический журнал. — 2006. — № 11-12 . — С. 25 — 40.
- Актуальные проблемы развития полярного города / В. Любовный // Российский экономический журнал. — 2007. — N 1/2. — С. 98-107. — Библиогр. в сносках. — Рец. на кн.: Новый Уренгой на пути устойчивого развития / под ред. В. Н. Казарина, В. Я. Любовного, О. С. Пчелинцеваю — Новый Уренгой; Екатеринбург : Урал-Сибпресс, 2005. — 200 с. — ISSN 0130-9757.
- Актуальные проблемы развития полярного города / В. Я. Любовный // Российский экономический журнал. — 2007. — № 1-2. — С. 98 — 107.
- Социально — экономическое развитие Москвы в городском, региональном и общероссийском измерениях / В. Я. Любовный // Российский экономический журнал. — 2007. — № 4. — С. 3 — 17.
- Городские агломерации на современном этапе социально-экономического развития России / Любовный Владимир Яковлевич // Местное право. — 2009. — N 5/6. — С. 37-52. — ISSN 1995-0055.

### Редактор
- Характеристика сдвигов в развитии и размещении производительных сил Поволжского экономического района за 1961—1970 гг. / Под ред. к. г. н. В. Я. Любовного и к. э. н. Н. А. Соловьева ; Госплан РСФСР. — Москва : Центр. науч.-исслед. экон. ин-т., 1972.
- Совершенствование методов планирования экономического и социального развития в регионе : Сб. науч. тр. / Центр. н.-и. экон. ин-т; [Науч. ред. В. Я. Любовный, Г. В. Баткилина]. — М. : ЦЭНИИ, 1985.
- Развитие управления городами и агломерациями : обобщение опыта социалистических стран / Междунар. науч.-исслед. ин-т проблем управления. — 1985.
- Совершенствование территориального планирования в условиях перестройки управления экономикой : Сб. науч. тр. : (К 30-летию ЦЭНИИ при Госплане РСФСР) / Центр. н.-и. экон. ин-т; [Редкол.: В. Я. Любовный и др.]. — М. : ЦЭНИИ, 1988.
- Методическое обеспечение планирования комплексного развития регионов : Сб. науч. тр. / Центр. н.-и. экон. ин-т; [Науч. ред. В. Я. Любовный, Р. Я. Беспечная]. — М. : ЦЭНИИ, 1989.
- Формирование хозрасчетных отношений на территории РСФСР : Сб. науч. тр. / Центр. н.-и. экон. ин-т; [Науч. ред. В. Я. Любовный, В. В. Дудукин]. — М. : ЦЭНИИ, 1990.
- Проблемы развития агломераций России : [сб. ст.] / Рос. акад. архитектуры и строит. наук; [редкол.: В. Я. Любовный и др.]. — Москва : URSS, 2009. — 188 с. : ил. ; 22 см. — ISBN 978-5-396-00087-2.
- Проблемы взаимосвязанного социально-экономического и пространственного развития России : доклады членов РААСН на Втором Всероссийском градостроительном совещании (г. Ульяновск, 24-25 июня 2011 г.) / [отв. ред. Любовный В. Я., Сдобнов Ю. А.]. — Москва : Экон-Информ, 2011. — 91 с. : ил. ; 21 см. — 250 экз. — ISBN 978-5-9506-0747-9.

## Награды
- Почётная грамота Президиума Верховного Совета РСФСР[9].
- Медаль РААСН (за цикл исследований по вопросам управления муниципальными образованиями и проблемам развития монопрофильных городов России; 2005)[9]
- Медаль РААСН (за монографию «Москва и столичный регион: проблемы регулирования социально-экономического и пространственного развития»; 2012).[9]

## Критика
Сергей Смирнов, директор Института социальной политики и социально-экономических программ ВШЭ:

Владимир Яковлевич Любовный — один из ведущих современных исследователей экономического развития городов России. Его путь в науку не был простым. В 1952 году, окончив географический факультет Московского областного педагогического института, он был распределен в глубинку, где несколько лет работал учителем географии. В Москву он вернулся в начале 1960-х и в 1966 году возглавил Центр экономики в НИИ Госплана СССР. Уже тогда научная деятельность Владимира Яковлевича была связана с развитием экономики регионов СССР и особенно городов. На мой взгляд, его исследования всегда отличались исключительной научной добросовестностью. Каждое утверждение в работах Владимира Любовного неизменно подкреплено цифрами и большим объёмом фактической информации.

Монографию «Города России: альтернативы развития и управления» отличает комплексный подход и многоплановость. В ней дается разносторонняя характеристика ряда аспектов развития разных по типу городов сегодняшней России.